# Metatron

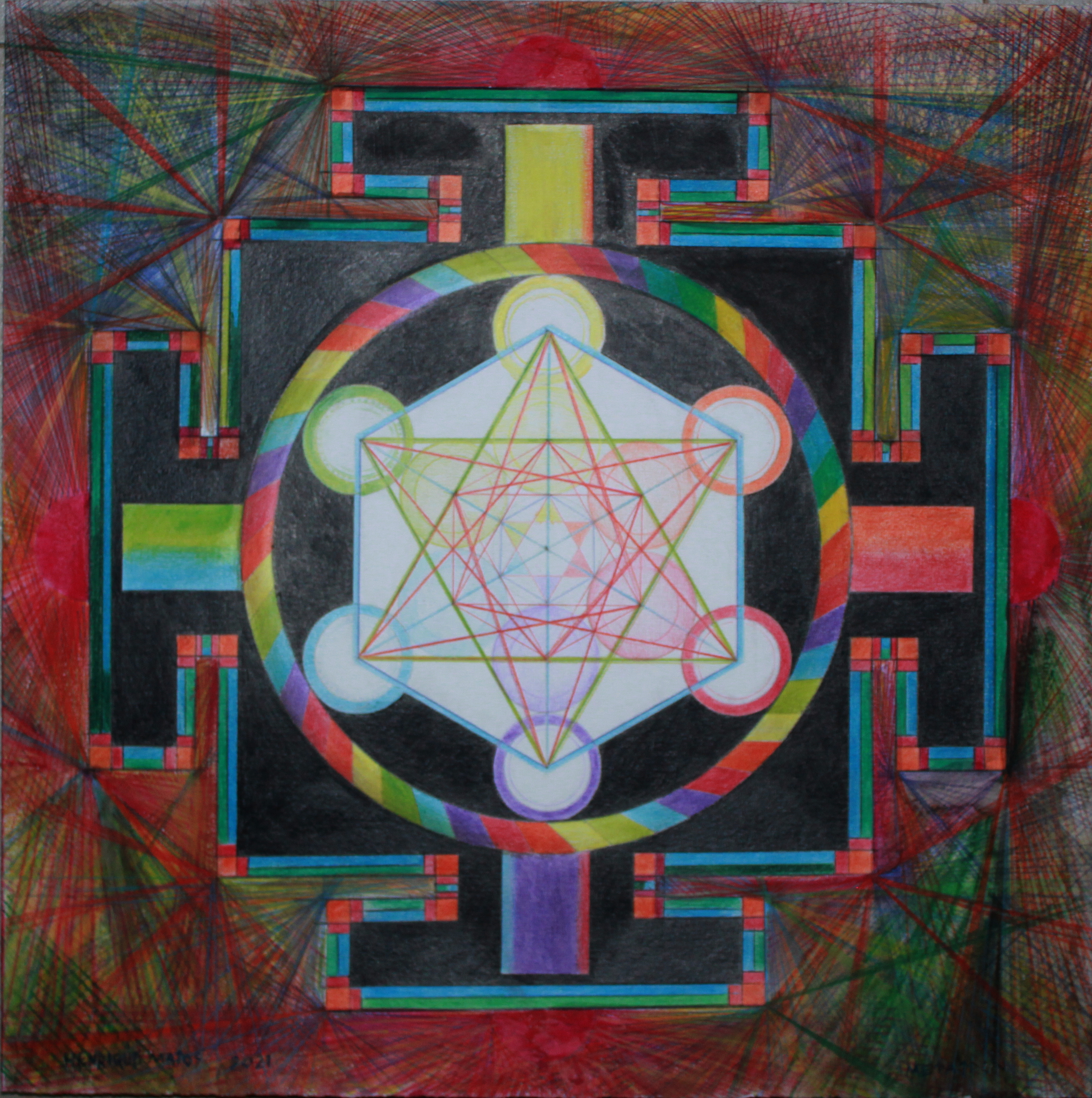
Geometria Sagrada do Metatron (Cubo de Metatron).

Metatron  (do hebraico מטטרון) é um anjo serafim, na tradição judaica e cristianismo místico. Em algumas tradições cristãs é tido como "O Anjo Supremo", Porta-voz Divino, mediador de Deus com a humanidade. Na tradição islâmica, ele também é conhecido como Mīṭaṭrūsh (árabe: ميططروش), o anjo do véu. É mencionado em três passagens do Talmude babilônico. No folclore é reconhecido como escrivão Divino. É uma figura importante na mística judaica e muito comum em textos pós-bíblicos e ocultistas, que lhe atribuem a invenção do Tarot. Postula-se que seu nome possa significar "O guardião da vigia" ou ainda "proteger".

## Origem
Um  judeu do século I, Elisha ben Abuyah [en], como relatado no Talmude, recebeu permissão divina para entrar no paraíso e viu Metatron sentado (uma ação que no céu é permitida apenas ao próprio Deus). Elisha, então, exclamou "Há de fato dois poderes no céu!", julgando que Metatron também era um deus. Diante disso o anjo recebeu humildemente 60 golpes de bastão de fogo, para provar que não era Deus.[carece de fontes?]
Outras aparições de Metatron na literatura clássica judaica é no Livro de Enoque onde ele desempenha o papel de "príncipe do mundo", e ganha as características sublimes que geralmente lhe são atribuídas.

## Etimologia
Não existe consenso sobre o significado de seu nome, mas estudiosos afirmam que tem origem no termo Metatron Hekhalot-Merkabah que teria origem nas antigas palavras mágicas hebraicas Adiriron e Dapdapiron. Outros sugerem que pode significar "O guardião da vigia"  ou ainda "proteger". Também se sugere que foi retirado do nome persa Mitra. Em referência ao Talmude por vezes Metatron é identificado como a alma do messias (mashiach), como Anjo de YHWH (Anjo do Senhor), ou como Representante de YHWH. A palavra Metatron é numericamente equivalente a El Shaddai (Supremo Provedor, ou interpretativamente Todo Poderoso) na gematria, portanto, é dito que ele tem um "nome como o seu Mestre."[carece de fontes?]
Acredita-se que as poucas fontes que citam o nome Metatron, se explicam por ele adotar outros nomes. Alguns cristãos nazarenos atribuiram a Metatron o título de messias acreditando que Metatron seria a Alma do messias e uma manifestação do Eterno (YHWH).[carece de fontes?]

## Identidade

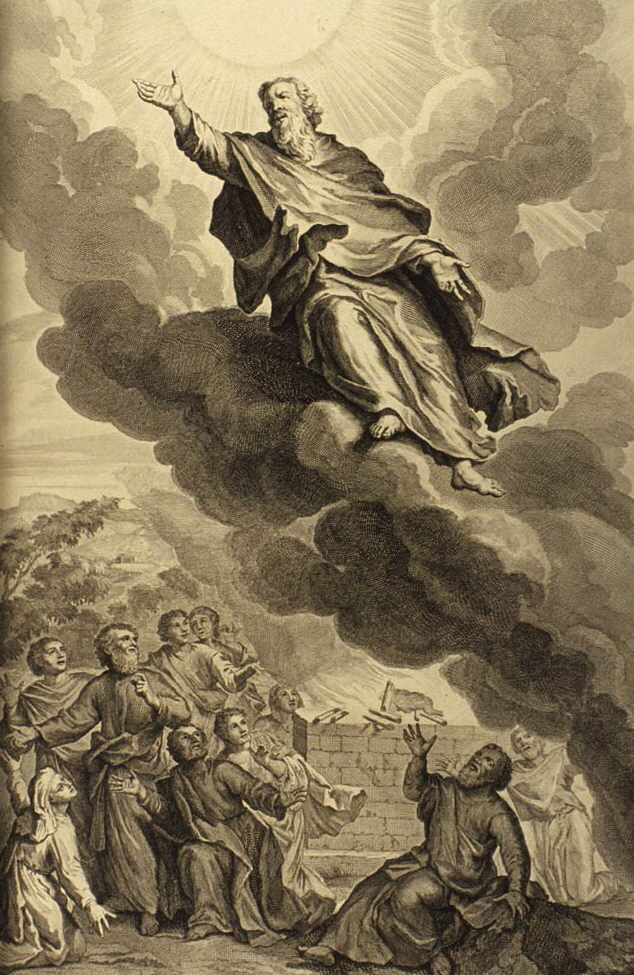
Ascensão de Enoque

Não há consenso geral, mas é muito comum a associação de Metatron a Enoque, pai de Matusalém, antepassado de Noé, e um dos patriarcas bíblicos, a quem é atribuída uma vida relativamente curta se comparada com outros patriarcas. Segundo os cabalistas, Enoque teria sido transfigurado no anjo mais próximo de Deus, após sua ascensão.[carece de fontes?]
E andou Enoque com Deus, depois que gerou a Matusalém, trezentos anos, e gerou filhos e filhas. E foram todos os dias de Enoque trezentos e sessenta e cinco anos. E andou Enoque com Deus; e não apareceu mais, porquanto Deus para si o tomou. [Gênesis 5:22-24]
[carece de fontes?]
Este pequeno trecho sugere que Deus o transformou em Metatron, já que o Gênesis silencia sobre os motivos que levaram a Deus a tomar Enoque. Samael Aun Weor também imagina Metatron como Profeta Enoque, o Anjo que forneceu a humanidade com as 22 letras hebraicas e original Tarot, afirmando que o anjo vive nos mundos superiores na região Atziluth (O Caminho Iniciático no Arcano para Tarot e Kabbalah). E de acordo com Johann Andreas Eisenmenger [en], Metatron transmite as ordens diárias de Deus para os anjos Gabriel e Samael, sendo frequentemente identificado como irmão gêmeo de Sandalfon, que se diz ter sido o Elias.
Há ainda o parecem de serem dois Metatrons, uma escrito com seis letras (מטטרון), e um escrito com sete (מיטטרון). O primeiro pode ser o Enoque transformado, aquele relatado como Escriba Divino; e o Metatron Primordial, uma emanação da "Causa das Causas", especificamente a décima e última emanação, identificado com o Presença Divina terrena. O que abre margem para a interpretação de que Metatron, seria não um indivíduo, mas um título ou ainda um ser de nível muito elevado.
Mas a doutrina mais comum é a ideia de um único Enoque-Metatron, sendo o este uma teofania. O que significa que ele não é uma divindade, mas Deus se manifesta diretamente em Metatron, e ele seria o ser mais próximo da divindade primordial. Muitas vezes Metatron é confundido com o Arcanjo Miguel, recebendo os mesmos títulos e funções. Mas é notório que Metatron é superior em hierarquia a Miguel, embora Miguel muitas vezes seja tido como o anjo na mais alta hierarquia celestial. O famoso Anjo da Morte também é frequentemente associado a Metatron. Devido ao seu caráter misterioso, e a ligação com o Livro de Enoque, a figura de Metatron recebeu um forte sincretismo, sendo frequentemente associada ao esoterismo e a mitologia.

## Aparições

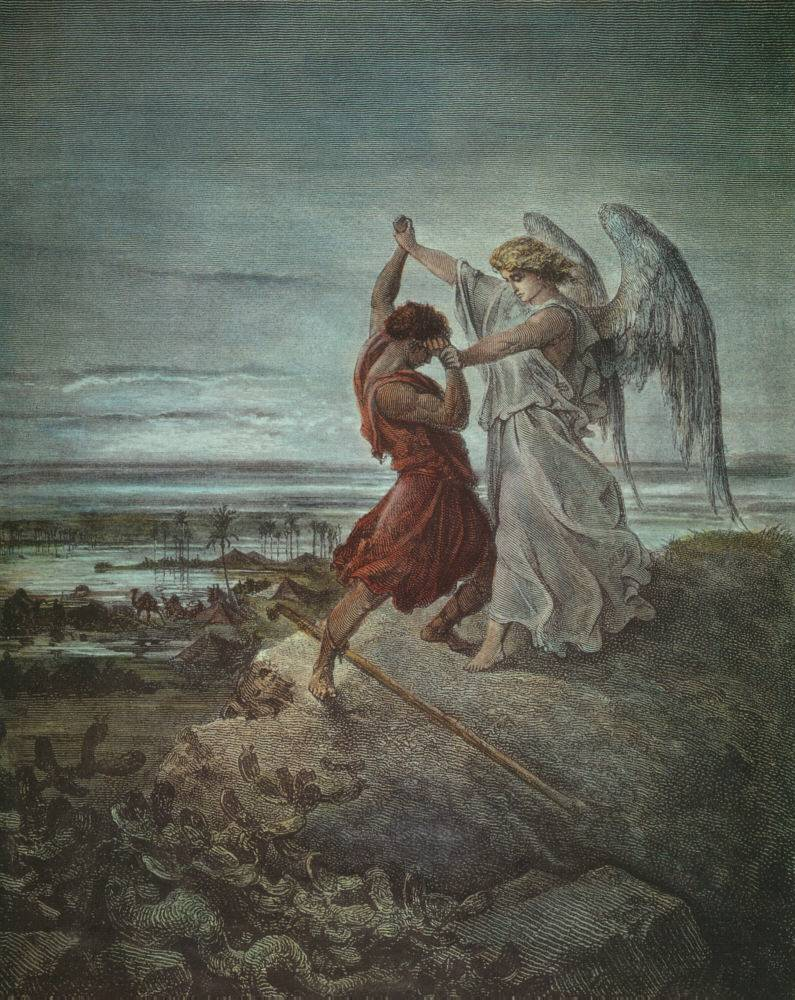
Jacó lutando com o anjo, por Gustave Doré

Várias aparições bíblicas tem anjos não denominados, mas estes porém são enviados para tarefas importantes, onde se supõe que somente um anjo de alta hierarquia poderia agir e alguns cabalistas frequentemente associam essas aparições a Metatron, sendo as mais conhecidas:
- Um anjo que teria guiado o povo hebreu na travessia do Mar Vermelho.
- O anjo que impediu o sacrifício de Isaque por Abraão.
- O Anjo da Morte, a última praga que Moisés lançou sobre o Egito, que teria matado o primogênito de cada família, cuja porta da casa não estivesse marcada com o sangue de um cordeiro.
- O anjo, de nome secreto, que lutou com Jacó, e lhe feriu deslocando a juntura da coxa de Jacó.
- O anjo porta-voz de Deus no livro do Apocalipse.
- E de maneira geral, uma manifestação teofania de Deus Pai em forma corpórea.
- Por isso alguns creem que Metatron e Cristo sejam a mesma pessoa.